# Sisim
Il Sisim (in russo Сисим?) è un fiume della Siberia meridionale, in Russia, affluente di destra dell'Enisej. Scorre nei rajon Kuraginskij, Idrinskij e Balachtinskij del Territorio di Krasnojarsk.

## Descrizione
Il Sisim, formato dalla confluenza dei fiumi Taëžnyj (Таёжный) e Stepnoj Sisim (Степной Сисим), scende dagli speroni dei monti Manskoe Belogor'e (Манское Белогорье) che si trovano nella parte nord-ovest dei Saiani Orientali. La lunghezza del fiume è di 260 km (assieme a Taëžnyj e Sisim, di 270 km), l'area del bacino è di 3260 km². La sua portata, a 19 km dalla foce è di 34,57 m³/s.
Sfocia sul lato destro dell'Enisej, nel bacino idrico di Krasnojarsk.
I suoi maggiori affluenti sono: Ko, Olenkoj e Cejba (da destra), Urap e Bol'šaja Alga (da sinistra).
Lungo le sponde del fiume si trovano i villaggi di Ščetkinino (Щеткинино) e  Berëzovaja (Берёзовая).